# Северо-Кавказский военный округ
Краснознамённый Северо-Кавка́зский вое́нный о́круг (КСКВО, СКВО) — общевойсковое оперативно-стратегическое территориальное объединение Вооружённых сил СССР (в 1918—1991 годах, с перерывами) и в Вооружённых сил Российской Федерации (в 1992—2010 годах). 
Известны 7 формирований Северо-Кавказского военного округа. В 2010 году преобразован в Южный военный округ. Штаб-квартира — Ростов-на-Дону, проспект Будённовский, дом № 43, (окончательно с 1953 года). Код номерных знаков транспортных средств Северо-Кавказского военного округа (СКВО), был — 21.

## История

### Северо-Кавказский ВО (1-го формирования)
Был учреждён декретом СНК РСФСР 4 мая 1918 года на территории Ставропольской и Черноморской губерний, Дагестанской области, областей казачьих войск: Донского, Кубанского, Терского. В августе 1918 года в округ были включены Астраханская губерния, часть Саратовской и Бакинской губерний. Штаб округа — г. Царицын.
Войска округа активно участвовали в ожесточённых сражениях Гражданской войны. В сентябре того же года упразднён в связи с созданием Южного фронта. Основная масса войск округа была передана в состав 10-й армии.

### Северо-Кавказский ВО (2-го формирования)
Северо-Кавказский ВО (2-го формирования) образован приказом Реввоенсовета Республики от 31 марта 1920 года после оставления ВСЮР Северного Кавказа. Границы округа соответствовали границам Северо-Кавказского военного округа 1-го формирования в октябре 1918 года. Штаб округа — г. Ростов-на-Дону. Через 5 месяцев округ был расформирован в связи с высадкой десанта Русской армии генерала Врангеля в Приазовье и на Кубани в августе 1920 года, а также с значительным ростом вооружённых восстаний против Советской власти. Его войска вошли в состав Кавказского фронта.

### Северо-Кавказский ВО (3-го формирования)
В третий раз Северо-Кавказский военный округ образован 4 мая 1921 года приказом Реввоенсовета Республики. Территория округа охватывал территорию Донской, Кубано-Черноморской областей, Ставропольской и Терской губерний. В состав округа передавались войска Кавказского фронта и 1-я Конная армия. С ноября 1921 года в состав Северо-Кавказского ВО включены территории Кабарды, Горской АССР, Дагестана. В мае 1935 года в СКВО была включена Калмыцкая АССР, в июне 1936 года — Сталинградский край. Управление (штаб) — в Ростове-на-Дону.
Приказом по округу от 27 сентября 1922 года образован 15-й стрелковый корпус.
В 1941 году включал в свой состав южную часть Ростовской области, Краснодарский и Орджоникидзевский (Ставропольский) края, Кабардино-Балкарскую, Дагестанскую, Калмыцкую, Северо-Осетинскую и Чечено-Ингушскую АССР, Карачаевскую и Черкесскую АО, Астраханский округ. В состав округа входили 11 стрелковых дивизий, 2 кавалерийские дивизии, 2 артиллерийских полка, иные части.
С началом Великой Отечественной войны на территории СКВО сформирована 19-я армия, вступившая с первых дней в бой с фашистами. Возглавил армию бывший командующий войсками СКВО генерал-лейтенант И. Конев. Управление округа было эвакуировано в Армавир (находилось там в 1941—1942).
Осенью 1941 года в округе была сформирована 56-я армия, 5 танковых бригад, 15-я и 116-я Донские казачьи дивизии, 10-я, 12-я и 13-я Кубанские казачьи дивизии. Впервые во Второй мировой войне войска фашистской Германии потерпели серьёзное поражение в ноябре 1941 года в боях под Ростовом. В ходе Ростовской наступательной операци 29 ноября был в первый раз освобождён Ростов-на-Дону. В этих боях принимали участие многие части округа.
Северо-Кавказский военный округ стал кузницей военных кадров. Командиров (офицеров) для действующей армии готовили высшие курсы, военные училища в различных городах Северного Кавказа.
С января 1942 года военный округ подчинялся командующему войсками Крымского фронта, с апреля 1942 года — командующему войсками Северо-Кавказского фронта. В августе 1942 года в связи с прорывом немецких войск на Северный Кавказ основная территория округа оказалась оккупирована противником. СКВО был упразднён 28 августа 1942 года, его управление передано в состав управления Закавказского фронта.

### Северо-Кавказский ВО (4-го формирования)
По приказу Народного комиссара обороны СССР от 2 июля 1943 был создан Северо-Кавказский военный округ (4-го формирования). В состав округа вошли Ставропольский край, Краснодарский край, Кабардино-Балкарская, Северо-Осетинская и Чечено-Ингушская АССР. В октябре 1943 года в округ были переданы Сталинградская область, северная часть Ростовской области, Калмыцкая АССР. Управление было сформировано за счет части управления Закавказского фронта. Штаб округа — в г. Армавир, с декабря 1943 — в Ростове-на-Дону.
9 июля 1945 года приказом Наркома обороны СССР Северо-Кавказский военный округ был преобразован и разделён на три военных округа — Кубанский (Краснодарский край), Донской (Ростовская, Сталинградская и Астраханская области), Ставропольский (Ставропольский край, Грозненская область, Кабардинская и Северо-Осетинская АССР).

### Северо-Кавказский ВО (5-го формирования)
Согласно директиве Генерального штаба РККА от 4 февраля 1946 был создан Северо-Кавказский военный округ 5-го формирования. Он вновь объединил в своем составе расформированные Донской, Кубанский и Ставропольский военные округа. Территория округа соответствовала территории Северо-Кавказского ВО 4-го формирования в 1945 году, с тем отличием, что Ростовская область вошла в состав округа полностью. В июне 1948 года в состав Закавказского военного округа были переданы Грозненская область и Северо-Осетинская АССР. Управление — в Ростове-на-Дону.

### Северо-Кавказский ВО (6-го формирования)
Директивой Генерального штаба от 22 августа 1949 года Северо-Кавказский ВО разделён на два ВО — Северо-Кавказский ВО (6-го формирования) (управление — в Краснодаре; включил Краснодарский и Ставропольский края, Кабардинскую АССР, Адыгейскую и Черкесскую автономные области) и Донской ВО (управление — в Ростове-на-Дону; включил Ростовскую, Сталинградскую и Астраханскую области).
В сентябре 1949 года из Закавказского военного округа были возвращены Грозненская область и Северо-Осетинская АССР. В январе 1952 года в него же из Донского военного округа передан Степной район Астраханской области. 9 ноября 1953 года Донской ВО был упразднён с включением территории и войск в состав Северо-Кавказского ВО.

### Северо-Кавказский ВО (7-го формирования)
С 1953 года в состав Северо-Кавказского ВО входили Краснодарский и Ставропольский края; Астраханская, Грозненская, Ростовская и Сталинградская области; Дагестанская, Северо-Осетинская и Кабардинская АССР; Адыгейская и Черкесская автономная области. Состав и наименования регионов неоднократно изменялись.
Указом Президиума Верховного Совета СССР от 22 февраля 1968 года округ награждён орденом Красного Знамени.
В 1989 году СКВО объединял территории Ростовской, Астраханской, Волгоградской областей, Краснодарского и Ставропольского краёв, Дагестанской, Чечено-Ингушской, Северо-Осетинской, Кабардино-Балкарской, Калмыцкой АССР.
После распада СССР Северо-Кавказский военный округ стал приграничным округом, а из-за начала на Северном Кавказе целого ряда  межнациональных конфликтов округ неофициально именовался «воюющим округом». Его войска участвовали в боевых действиях в Чеченской Республике, в пресечении грузино-абхазского и осетино-ингушского межнациональных конфликтов.

## Состав войск округа в 1980-е гг.
- управление командующего, штаб округа, 369-й отдельный батальон охраны и обеспечения (Ростов-на-Дону)[6]

### Сухопутные войска
- 14-я танковая дивизия[α]  (Новочеркасск)
- 110-я гвардейская артиллерийская Перекопская ордена Кутузова дивизия (Буйнакск)
- 160-я мотострелковая дивизия кадра[β]  (Ейск)
- 259-я запасная мотострелковая дивизия кадра (Грозный)
- 239-я дивизия охраны тыла кадра (Волгоград)
- 47-я гвардейская ракетная Запорожско-Одесская ордена Ленина, Краснознамённая, орденов Суворова и Кутузова бригада (Майкоп)
- 1-я ракетная бригада (Ейск)
- 102-я зенитная ракетная бригада[γ]  (Орёл-Изумруд)
- 179-я зенитная ракетная бригада (Ейск)
- 201-я самоходная артиллерийская бригада (Славянск-на-Кубани)
- 227-я артиллерийская бригада большой мощности (Славянск-на-Кубани)
- 11-я отдельная бригада связи ВГК (Новочеркасск)
- 51-я отдельная бригада связи ГКВЮН (Ростов-на-Дону)
- 131-я радиотехническая бригада ОсНаз (Ростов-на-Дону)
- 128-я отдельная десантно-штурмовая бригада кадра ГКВЮН (Ставрополь)
- 121-я инженерно-сапёрная бригада (Каменск-Шахтинский)
- 3-я дорожно-комендантская бригада (Ростов-на-Дону)
- 75-я бригада материального обеспечения (Новочеркасск)
- 21-я бригада химической защиты (г Фролово)
- 71-й отдельный полк радиоэлектронной борьбы (Аксай)
- 102-й отдельный полк радиоэлектронной борьбы (Моздок)
- 106-й отдельный полк связи (Аксай)
- 433-й отдельный инженерно-сапёрный батальон (Аксай)
- 408-й отдельный понтонно-мостовой батальон (Каменск-Шахтинский)
- 545-й отдельный инженерно-дорожный батальон (Аксай)
- 121-й отдельный батальон радиоэлектронной борьбы (Грозный)
- 860-й отдельный огнемётный батальон (ст. Багаевская)
- 72-й узел связи (Ростов-на-Дону)
- 799-я отдельная рота спецназа ГРУ (Новочеркасск)

Учебные и запасные формирования окружного подчинения
- 283-я запасная зенитная артиллерийская бригада (Ейск)
- 254-я запасная зенитная артиллерийская бригада
- 260-я запасная противотанковая артиллерийская бригада
- 1619-й отдельный учебный батальон связи
- 236-й отдельный учебный танкоремонтный батальон (Миллерово)
- 173-й гвардейский окружной учебный Евпаторийский Краснознамённый центр подготовки младших специалистов (мотострелковых войск) (Грозный)

Ремонтные предприятия, базы хранения имущества и склады окружного подчинения
- 50-й авторемонтный завод
- 234-й подвижный ремонтный завод
- 682-й подвижный ремонтный завод
- 186-й ас-Б;
- 744-я АБ-В (Новочеркасск)
- 2699-й автомобильный склад
- 125-я БРЖТ
- 91-я база ремонта и хранения средств связи (Кропоткин)
- 2013-я база хранения имущества (Майкоп)
- 92-й инженерный склад (Георгиевск)
- 4770-я база хранения вооружения и техники (Ейск)

| 12-й армейский корпус - Управление корпуса, 411-я отдельная рота охраны и обеспечения (Краснодар) - 9-я мотострелковая Краснодарская Краснознамённая, орденов Кутузова и Красной Звезды дивизия имени Верховного Совета Грузинской ССР (Майкоп), Командир Дорофеев А. А. - 113-я мотострелковая дивизия кадра (Горячий Ключ) - 156-я мотострелковая дивизия кадра (Новороссийск) - 99-я ракетная бригада (Краснодар) - 291-я артиллерийская ордена Суворова бригада (Майкоп) - 214-я инженерно-сапёрная Проскуровская Краснознамённая, орденов Богдана Хмельницкого и Красной Звезды бригада - бригада материального обеспечения (Краснодар) - 943-й реактивный артиллерийский полк (Майкоп) - 1128-й противотанковый артиллерийский полк (Майкоп) - 162-й инженерно-сапёрный полк (Краснодар) - 573-й отдельный разведывательный артиллерийский дивизион (Майкоп) - 64-й отдельный батальон связи (Краснодар) - 170-й отдельный радиотехнический батальон ПВО (Краснодар) - 444-й отдельный батальон радиоэлектронной борьбы (Краснодар) - 5157-я ремонтно-восстановительная база (Славянск-на-Кубани) | 34-й армейский корпус - Управление корпуса (Волгоград), командир -, начальник штаба корпуса Мячин Л. С. (1986—1988) - 82-я мотострелковая дивизия (Волгоград) - 197-я мотострелковая дивизия кадра (Урюпинск) - 81-я пушечная артиллерийская Таллинская Краснознамённая, ордена Суворова бригада (Урюпинск 1992-1997) - бригада материального обеспечения (Волгоград) - 264-й противотанковый артиллерийский полк (Калачев) - 623-й отдельный батальон связи (Волгоград) - 138-й отдельный батальон радиационной и химической разведки (Волгоград) - 4-й отдельный батальон химической защиты (Фролово) - отдельный инженерно-сапёрный батальон (Волгоград) - 539-й отдельный батальон радиоэлектронной борьбы (Волгоград) - отдельный радиотехнический батальон ПВО (Волгоград) - отдельный ремонтно-восстановительный батальон (Урюпинск) - 1616-я ремонтно-восстановительная база (Волгоград) - 794-я отдельная рота спецназа ГРУ |

42-й армейский корпус
- Управление корпуса, 922-я отдельная рота охраны и обеспечения (Владикавказ)[12]
- 19-я мотострелковая Воронежско-Шумлинская Краснознамённая, орденов Суворова и Трудового Красного Знамени дивизия (Владикавказ)
- 268-я мотострелковая дивизия кадра[θ] (Прохладный)
- 485-я пушечная артиллерийская бригада (Владикавказ)
- 551-й отдельный батальон связи (Владикавказ)
- 395-й отдельный радиорелейно-кабельный батальон (Владикавказ)
- 1919-й отдельный батальон радиоэлектронной борьбы (Владикавказ)
- 1656-й отдельный радиотехнический батальон ОсНаз (Владикавказ)
- 1996-й отдельный радиотехнический батальон ПВО (Владикавказ)
- 508-й отдельный батальон радиационной и химической разведки (Владикавказ)
- отдельный инженерно-сапёрный батальон (Владикавказ)
- отдельная вертолётная эскадрилья (Нальчик)
- 1542-я ремонтно-восстановительная база (Прохладный)
- 5853-я база хранения имущества (Прохладный)
- 876-я отдельная рота спецназа ГРУ (Владикавказ)

### Войска ПВО и ВВС
Воздушное прикрытие округа осуществляли соединения 19-й отдельной армии ПВО:
- 12-й корпус ПВО (Ростов-на-Дону)
  - 83-й гвардейский истребительный авиационный полк
  - 562-й истребительный авиационный полк
  - 80-я зенитная ракетная бригада
  - 93-я зенитная ракетная бригада
  - 1244-й гвардейский зенитный ракетный полк
  - 879-й зенитный ракетный полк
  - 7-я радиотехническая бригада
- 10-я дивизия ПВО (Астрахань)
  - 393-й гвардейский истребительный авиационный полк
  - 54-я зенитная ракетная бригада
  - 466-й зенитный ракетный полк
  - 631-й зенитный ракетный полк
  - 815-й зенитный ракетный полк
  - 64-й радиотехнический полк
  - 77-й радиотехнический полк
  - 93-й радиотехнический полк[13]

Военно-воздушные силы округа были представлены только учебными частями при военных авиационных училищах. Общее количество формирований составляло 10 учебных авиационных полков.

## Состав войск округа в 1990-е гг
Войска округа в связи с обострением межнациональных противоречий претерпели существенные изменения в указанный период. Считавшийся прежде тыловым округ в 1990-е гг. оказался на передовой в указанном противостоянии.
Так, для управления войсками, размещенными в западной части округа «краснодарский» 12-й армейский корпус уже в начале 1990-х гг. развернули в управление 49-й общевойсковой армии. В 1994 г. однако армию переформировали в 67-й армейский корпус, который просуществовал до декабря 2001 г., когда штаб корпуса расформировали. Реальных боевых частей корпус практически не имел, за исключением 19-й и 9-й мотострелковых дивизий, последняя переформирована уже в 1992 г. в 131-ю отдельную мотострелковую бригаду, ставшую одной из основных действующих лиц Первой чеченской войны.
67-й корпус получил в свое подчинение основную часть соединений 12-го армейского корпуса, а также некоторые соединения, выведенные из Восточной Европы. После расформирования корпуса данные части переподчинили вновь сформированной 49-й  общевойсковой армии.
42-й армейский корпус 01.06.1995 г. развернули в 58-ю общевойсковую армию, войска которой выполнили основные боевые задачи в обеих чеченских кампаниях. Первоначально дислоцируясь непосредственно на территории Чеченской республики, армия унаследовала боевое знамя 58-й армии РККА периода Великой Отечественной войны. Штаб армии располагался в Ханкале (под Грозным).
В состав армии вошли следующие соединения и части:
- 19-я мотострелковая Воронежско-Шумлинская Краснознамённая, орденов Суворова и Трудового Красного Знамени дивизия (Владикавказ):
- 136-я отдельная гвардейская мотострелковая Уманьско-Берлинская Краснознамённая, орденов Суворова, Кутузова и Богдана Хмельницкого бригада (Буйнакск);
- 205-я отдельная мотострелковая казачья бригада (Буденновск);
- 67-я зенитная ракетная бригада;
- 487-й отдельный вертолётный полк боевого управления;
- 11-й инженерно-сапёрный полк.

После подписания Хасавюртовского соглашения штаб 58-й общевойсковой армии был перенесён во Владикавказ.
«Волгоградский» 34-й армейский корпус в начале 1990-х гг. развернули в 48-ю общевойсковую армию, штаб которой был расформирован после вывода в Волгоград управления 8-й гвардейской общевойсковой армии, штаб которой при этом «свернули» в штаб 8-го гвардейского армейского корпуса. Управление корпуса было упразднено в 1998 г.
Кроме указанных, и множества других частей, округу подчинялась выведенная в 1993 г. в Волгоград 20-я гвардейская мотострелковая Прикарпатско-Берлинская Краснознамённая, ордена Суворова дивизия, также принявшая участие в боевых действиях на Северном Кавказе.
В декабре 1999 г. на территории округа вновь сформирована 42-я гвардейская мотострелковая Евпаторийская Краснознамённая дивизия.
Из расформируемой Краснознамённой Северо-Западной группы войск в Новороссийск выведена 7-я гвардейская десантно-штурмовая Краснознамённая, орденов Суворова и Кутузова дивизия (горная).
В период Первой и Второй чеченских войн на территории округа кроме того постоянно дислоцировались соединения и части из других военных округов.
Округу также была подчинена дислоцированная в Грузии и Армении Группа российских войск в Закавказье.
На вооружении войск округа и на базах хранения числилось 600 танков, 1940 боевых бронированных машин, 755 артиллерийских установок, 70 боевых вертолетов и другое вооружение.

## Состав войск округа в 2000-е гг.
В 2000-е годы на территории Северо-Кавказского военного округа дислоцировалась 58-я общевойсковая армия, ориентированная на обеспечение безопасности и обороны регионов Северного Кавказа. В состав округа входили:
- 19-я мотострелковая дивизия (Владикавказ);
- 20-я гвардейская мотострелковая дивизия (Волгоград);
- 42-я гвардейская мотострелковая дивизия (Ханкала);
- 33-я отдельная мотострелковая бригада (горная)[ι] (Ботлих);
- 34-я отдельная мотострелковая бригада (горная) (Карачаево-Черкесия);
- 136-я отдельная гвардейская мотострелковая бригада (Буйнакск)
- 205-я отдельная мотострелковая бригада (Будённовск);
- 56-я отдельная гвардейская десантно-штурмовая бригада (Камышин);
- 1-я гвардейская ракетная бригада (Краснодар);
- 60-й учебный ордена Красной Звезды центр боевого применения ракетных войск и артиллерии (полигон «Капустин Яр»);
- артиллерийские бригады и полки и другие соединения и части.

Кроме того, на территории СКВО были дислоцированы:
- 7-я гвардейская десантно-штурмовая дивизия (Новороссийск);
- отдельные вертолётные полки и эскадрильи, зенитные ракетные бригады и полки и другие части центрального и окружного подчинения.

Всего в соединениях и частях округа насчитывалось от 80 до 90 тысяч личного состава.

## Состав войск округа на момент расформирования в 2010 году
В 2010 году на территории округа дислоцировалось управление 58-й общевойсковой армии. В составе округа находились 8-я, 17-я, 18-я, 19-я, 20-я, 136-я, 205-я мотострелковые бригады, 102-я, 4-я, 7-я военные базы (бригадного размера), 33-я и 34-я горные мотострелковые бригады, 56-я гвардейская десантно-штурмовая бригада, 1-я гвардейская ракетная бригада, 67-я зенитная ракетная бригада, 439-я гвардейская реактивная артиллерийская бригада, 291-я артиллерийская бригада, 943-й реактивный артиллерийский полк. 
Кроме того, на территории округа дислоцировалась 10-я и 22-я бригады специального назначения, 7-я гвардейская десантно-штурмовая дивизия, 4-я армия ВВС и ПВО, Черноморский флот и Каспийская флотилия и другие части окружного и центрального подчинений.

## Командование войсками СКВО
| - май — июль 1918 — А. Е. Снесарев, военный руководитель - июль — август 1918 — А. Н. Ковалевский, военный руководитель - 04.08.1918 — 23.09.1918 — К. Е. Ворошилов, военный руководитель - апрель — август 1920 — Г. Д. Базилевич - 27.05.1921 — 11.04.1924 — К. Е. Ворошилов - май 1924 — февраль 1925 — Н. И. Муралов - февраль 1925 — ноябрь 1927 — И. П. Уборевич - ноябрь 1927 — июнь 1931 — И. П. Белов - июнь 1931 — июнь 1937 — командарм 2 ранга (с 1935) Н. Д. Каширин - сентябрь 1937 — март 1938 — комкор С. Е. Грибов - 02 апреля 1938 — 11 июня 1940 — командарм 2-го ранга, с июня 1940 генерал-лейтенант В. Я. Качалов - 11 июня — 15 августа 1940 — генерал-лейтенант М. Г. Ефремов - 15 августа — 18 декабря 1940 — генерал-лейтенант Ф. И. Кузнецов - 18.12.1940 — 14.01.1941 — генерал-лейтенант А.И. Еременко (не вступал в должность) - 13.01.1941 — 26.06.1941 — генерал-лейтенант И. С. Конев - 22 июня — август 1941 — генерал-лейтенант М. А. Рейтер, временно исполняющий должность - август — сентябрь 1941— генерал-майор А. А. Гречкин, временно исполняющий должность - 04.09.1941 — 18.10.1941 — генерал-лейтенант Ф. Н. Ремезов - 18.10.1941 — 14.02.1942 — генерал-лейтенант В. Н. Сергеев, временно исполняющий должность - январь — 05 августа 1942 — генерал-лейтенант В. Н. Курдюмов - июль 1943 — апрель 1944 — генерал-лейтенант В. Н. Курдюмов - 16 апреля 1944 — 09 июля 1945 — генерал-лейтенант Н. К. Клыков - февраль 1946 — апрель 1948 — генерал-полковник П. А. Белов - 20 апреля 1948 — 16 мая 1949 — генерал-полковник В. З. Романовский - июль 1949 — июль 1952 — генерал-полковник С. Г. Трофименко - июль 1952 — апрель 1953 — генерал-лейтенант И. И. Бойков, временно исполняющий обязанности - апрель — ноябрь 1953 — генерал-полковник Н. П. Пухов - ноябрь 1953 — апрель 1958 — генерал армии, с марта 1955 Маршал Советского Союза А. И. Ерёменко - апрель 1958 — июнь 1968 — генерал-полковник, с апреля 1962 генерал армии И. А. Плиев - июнь 1968 — октябрь 1970 — генерал-полковник А. Т. Алтунин, - октябрь 1970 — май 1976 — генерал-лейтенант танковых войск, с февраля 1971 генерал-полковник Д. И. Литовцев - май 1976 — август 1979 — генерал-лейтенант танковых войск, с апреля 1977 генерал-полковник В. А. Беликов - август 1979 — август 1980 — генерал-лейтенант, с октября 1979 генерал-полковник С. И. Постников - ноябрь 1980 — август 1984 — генерал-полковник В. К. Мерецков - август 1984 — сентябрь 1986 — генерал-лейтенант, с октября 1984 генерал-полковник В. В. Скоков - сентябрь 1986 — июнь 1993 — генерал-лейтенант, с мая 1987 генерал-полковник Л. С. Шустко - июнь 1993 — февраль 1995 — генерал-полковник А. Н. Митюхин - февраль 1995 — июнь 1997 — генерал-полковник А. В. Квашнин - июль 1997 — май 2000 — генерал-полковник, с февраля 2000 генерал армии В. Г. Казанцев - май 2000 — декабрь 2002 — генерал-полковник Г. Н. Трошев - декабрь 2002 — июль 2004 — генерал-полковник, с декабря 2003 генерал армии В. А. Болдырев - июль 2004 — май 2008 — генерал армии А. И. Баранов - май 2008 — январь 2010 — генерал-полковник С. А. Макаров - январь — декабрь 2010 — генерал-полковник А. В. Галкин. | - май — июнь 1918 — К. Я. Зедин, окрвоенком - июнь — июль 1918 — Н. А. Анисимов, окрвоенком - июль — сентябрь 1918 — И. В. Сталин - июль — сентябрь 1918 — С. К. Минин (2-й член Военного совета) - апрель — август 1920 — Я. Весник, помощник командующего по политической части - май 1921 — январь 1922 — С. М. Будённый - май 1921 — март 1922 — А. С. Бубнов (2-й член Военного совета) - август 1921 — февраль 1925 — О. А. Саакян - июнь 1924 — февраль 1925 — Н. И. Муралов (2-й член Военного совета) - июль 1924 — март 1925 — А. И. Микоян (3-й член Военного совета) - февраль 1925 — июль 1927 — В. Г. Володин - август 1927 — март 1928 — В. И. Мутных - апрель 1928 — декабрь 1929 — П. А. Смирнов - декабрь 1929 — сентябрь 1933 — С. Н. Кожевников - сентябрь 1933 — июнь 1937 — армейский комиссар 2-го ранга (с 1935) Г. И. Векличев - июнь — сентябрь 1937 — корпусной комиссар А. П. Прокофьев - сентябрь — декабрь 1937 — корпусной комиссар К. Г. Сидоров - декабрь 1937 — март 1938 — дивизионный комиссар К. Н. Зимин - апрель 1939 — июнь 1941 — дивизионный комиссар И. П. Шекланов - июнь 1941 — август 1941 — бригадный комиссар И. Д. Пинчук - август — октябрь 1941 — корпусной комиссар А. Н. Мельников - октябрь — декабрь 1941 — полковой комиссар И. Н. Кохов - декабрь 1941 — август 1942 — корпусной комиссар П. К. Смирнов - июль 1943 — февраль 1944 — генерал-майор П. К. Смирнов - март 1944 — июль 1945 — генерал-лейтенант А. И. Запорожец - февраль 1946 — июль 1947 — генерал-лейтенант А. И. Запорожец - июль 1947 — февраль 1949 — генерал-майор С. М. Новиков - февраль — июнь 1949 — генерал-майор Н. Г. Лебедев - август 1949 — июль 1950 — генерал-майор Н. М. Александров - июль 1950 — май 1953 — генерал-майор Н. Г. Лебедев - ноябрь 1953 — сентябрь 1954 — генерал-майор И. Г. Деревянкин - сентябрь 1954 — сентябрь 1957 — генерал-майор, с августа 1955 генерал-лейтенант К. Я. Остроглазов - сентябрь 1957 — июнь 1960 — генерал-майор П. В. Вашура - июнь 1960 — февраль 1966 — генерал-лейтенант Д. А. Иващенко - февраль 1966 — май 1969 — генерал-лейтенант А. П. Дмитриев - май 1969 — февраль 1975 — генерал-лейтенант В. Т. Дементьев - апрель 1975 — март 1980 — генерал-майор, с октября 1976 генерал-лейтенант Н. И. Костенко - май 1980 — январь 1984 — генерал-лейтенант Ф. К. Ищенко - январь 1984 — май 1985 — генерал-майор, с октября 1984 генерал-лейтенант Е. М. Аунапу - май 1985 — август 1987 — генерал-майор В. А. Кораблёв - сентябрь 1987 — апрель 1990 — генерал-лейтенант Г. М. Донской - апрель 1990 — август 1991 — генерал-майор В. И. Сеин |

| - май — июль 1918 — А. Л. Носович - апрель — август 1920 — А. Л. Антонович - май — сентябрь 1921 — А. Н. Чернышов - сентябрь — ноябрь 1921 — Н. К. Щёлоков - ноябрь 1921 — ноябрь 1923 — А. М. Перемытов - ноябрь 1923 — май 1924 — Б. Н. Кондратьев - май 1924 — январь 1927 — М. И. Алафузо - март 1927 — январь 1929 — И. Ф. Федько - январь 1929 — март 1930 — Е. Н. Сергеев - март 1930 — январь 1931 — А. И. Верховский - 15.12.1930 — 04.1932 — С. М. Белицкий - март 1932 — июль 1936 — комдив (с 1935) П. И. Вакулич - июль 1936 — август 1937 — С. П. Цветков - август 1937 — август 1940 — полковник, с февраля 1938 — комбриг Д. Н. Никишов - август 1940 — январь 1941 — генерал-майор С. Г. Трофименко - январь 1941 — июнь 1941 — генерал-лейтенант В. М. Злобин - июль — октябрь 1941 — полковник А. И. Бармин - июль — август 1942 — генерал-майор Н. Н. Биязи - июль 1943 — май 1944 — генерал-майор А. И. Бармин - май — июль 1944 — полковник В. И. Глушков, временно исполняющий обязанности - июль 1944 — февраль 1945 — генерал-майор В. В. Панюхов - февраль — июль 1945 — генерал-лейтенант П. К. Смирнов - февраль 1946 — июль 1952 — генерал-лейтенант И. И. Бойков - август — декабрь 1952 — генерал-майор В. А. Каширский, временно исполняющий обязанности - декабрь 1952 — апрель 1953 — генерал-майор С. А. Иванов - апрель — ноябрь 1953 — генерал-лейтенант Н. П. Сидельников - ноябрь 1953 — сентябрь 1960 — генерал-лейтенант, с февраля 1958 генерал-полковник А. Г. Батюня - сентябрь 1960 — май 1969 — генерал-майор, с мая 1966 генерал-лейтенант П. В. Степшин - май 1969 — январь 1974 — генерал-майор, с апреля 1970 генерал-лейтенант П. А. Чунчузов - февраль 1974 — май 1978 — генерал-майор, с апреля 1975 генерал-лейтенант И. В. Свиридов - май 1978 — август 1981 — генерал-майор, с октября 1979 генерал-лейтенант Е. Е. Кондаков - август 1981 — июль 1984 — генерал-лейтенант Г. А. Андресян - июль 1984 — сентябрь 1986 — генерал-майор Г. П. Ревин - сентябрь 1986 — август 1988 — генерал-лейтенант Г. А. Бессмертный - сентябрь 1988 — январь 1990 — генерал-лейтенант В. П. Самсонов - январь 1990 — февраль 1993 — генерал-лейтенант А. К. Чернышев - февраль 1993 — декабрь 1997 — генерал-лейтенант В. Я. Потапов - декабрь 1997 — август 1999 — генерал-лейтенант Б. И. Дюков - август 1999 — март 2000 — генерал-полковник А. И. Баранов - март 2000 — апрель 2003 — генерал-лейтенант, с июня 2001 генерал-полковник В. В. Булгаков - апрель 2003 — ноябрь 2004 — генерал-лейтенант, с июня 2004 генерал-полковник А. Ф. Маслов - ноябрь 2004 — декабрь 2006 — генерал-лейтенант, с июня 2006 генерал-полковник А. Н. Постников - декабрь 2006 — декабрь 2007 — генерал-лейтенант В. В. Герасимов - март — май 2008 — генерал-полковник С. А. Макаров - декабрь 2008 — апрель 2018 — генерал-лейтенант А. Н. Беспалов | - ноябрь — декабрь 1949 — генерал-лейтенант Ф. В. Камков - декабрь 1949 — июль 1951 — генерал-лейтенант П. И. Ляпин - июль 1951 — январь 1953 — генерал-полковник К. А. Коротеев - июнь 1955 — апрель 1958 — генерал-полковник И. А. Плиев - октябрь 1958 — май 1960 — генерал-лейтенант танковых войск М. Ф. Панов - май 1960 — апрель 1966 — генерал-лейтенант танковых войск М. К. Шапошников - июль 1966 — май 1968 — генерал-лейтенант танковых войск Г. И. Обатуров - май 1968 — май 1970 — генерал-лейтенант танковых войск Г. С. Анищик - май 1970 — декабрь 1975 — генерал-лейтенант И. Г. Быченко - декабрь 1975 — сентябрь 1979 — генерал-лейтенант танковых войск В. И. Иванов - сентябрь 1979—1981 — генерал-лейтенант В. В. Дубинин - 1981—1983 — генерал-лейтенант Д. И. Мокшанов - 1983—1985 — генерал-лейтенант танковых войск Л. С. Шустко - 1987—1988 — генерал-лейтенант И. Н. Строгов - 1994—1996 — генерал-лейтенант В. М. Чилиндин - февраль 1996 — июль 1997 — генерал-лейтенант В. Г. Казанцев - 1996—1997 — генерал-лейтенант К. Б. Пуликовский - октябрь 2008 — декабрь 2008 — генерал-майор А. Н. Беспалов - 1986—1989 генерал-майор Л. И. Щербаков - 1989—1990 генерал-майор Е. И. Савкин - 1992—2002 генерал-лейтенант В. А. Недорезов - 1988—1990 генерал-лейтенант В. В. Живаев - 1996—? генерал-лейтенант П. И. Щербаков - 1974—1976 полковник Б. Я. Старосельский - 1985—1987 генерал-майор Л. И. Лешкашвили - 1990—1994 генерал-лейтенант С. А. Тодоров - 2005—2006 генерал-лейтенант Н. И. Егоров - 30.08.1972 — 26.11.1977 генерал-майор И. Г. Вечкутов - 1989—1991 генерал-лейтенант Магонов - 5 июня 1991 — 1 марта 1999 — генерал-майор А. А. Дорофеев (1992—1998 прикомандирован к Парламенту Республики Адыгея) - 1994—1995 — генерал-майор И. И. Дудьев - 1995—1996 — генерал-лейтенант С. А. Тодоров - 1996—1997 — генерал-лейтенант А. В. Наумов - декабрь 1998 — март 2000 — генерал-лейтенант В. В. Булгаков - март 2000 — июль 2000 — генерал-лейтенант В. Н. Боковиков - февраль 2001 — сентябрь 2002 — генерал-лейтенант В. И. Молтенской - март 2003 — июль 2004 — генерал-майор А. В. Белоусов - февраль 2005 — август 2005 — генерал-майор А. И. Вербицкий - август 2005 — октябрь 2006 — генерал-майор А. Н. Беспалов |

## Командование войсками Донского ВО

### Командующие войсками Донского ВО
- июль 1945 — февраль 1946 — генерал-полковник  П. А. Белов
- 16 июня 1949 — декабрь 1951 — генерал-полковник  В. З. Романовский
- декабрь 1951 — ноябрь 1953 — генерал-полковник  Н. Д. Захватаев

### Член Военного совета Донского ВО
- июль 1945 — февраль 1946 — генерал-лейтенант А. И. Запорожец
- август 1949 — июль 1950 — генерал-майор Н. Г. Лебедев
- август 1950 — сентябрь 1953 — генерал-майор А. М. Катков

### Начальник штаба Донского ВО
- сентябрь 1945 — январь 1946 — генерал-лейтенант И. И. Бойков
- июль — август 1949 — полковник Г. Ф. Грушевский (врид)
- август 1949 — ноябрь 1953— генерал-лейтенант Н. И. Лямин
- ноябрь 1951 — ноябрь 1953 — генерал-лейтенант А. Г. Батюня

### Заместители командующего войсками Донского ВО
- август 1945 — январь 1946 — генерал-лейтенант В. Д. Крючёнкин

## Командование войсками Кубанского ВО

### Командующий войсками Кубанского ВО
- 31.07.1945—06.05.1946 — генерал-полковник  П. А. Курочкин

### Член Военного совета Кубанского ВО
- июль 1945 — май 1946 — генерал-майор В. М. Оленин

### Начальник штаба Кубанского ВО
- 1945—1946 — генерал-майор А. Д. Гончаров

### Командующий БТ и МВ Кубанского ВО
- январь — июнь 1946 — генерал-майор А. В. Кондратьев[19].

## Командование войсками Ставропольского ВО

### Командующие войсками Ставропольского ВО
- июль 1945 — февраль 1946 — генерал-лейтенант И. Т. Коровников
- март — май 1946 — генерал-лейтенант В. Ф. Яковлев (временно исполняющий обязанности)

### Член Военного совета Ставропольского ВО
- июль 1945 — май 1946 — генерал-майор П. С. Лебедев

### Начальники штаба Ставропольского ВО
- июль — декабрь 1945 — генерал-майор Н. П. Ковальчук
- январь — май 1946 — генерал-майор Н. А. Пичугин